# Спасское сельское поселение (Котельничский район)
Спасское сельское поселение — муниципальное образование в составе Котельничского района Кировской области России.
Административный центр — село Спасское.

## История
Спасское сельское поселение образовано 1 января 2006 года согласно Закону Кировской области от 07.12.2004 № 284-ЗО.

## Население
| 2010 | 2012 | 2013 | 2014 | 2015 | 2016 | 2017 |
| ---- | ---- | ---- | ---- | ---- | ---- | ---- |
| 364  | ↘342 | →342 | ↘322 | ↘312 | ↘291 | ↘283 |
| 2018 | 2019 | 2020 | 2021 |      |      |      |
| ↘266 | ↘243 | ↘233 | ↘191 |      |      |      |

## Населенные пункты
На территории поселения находится 7 населённых пунктов (население, 2010):
- село Спасское — 288 чел.;
- деревня Колосовы — 22 чел.;
- деревня Молчановщина — 1 чел.;
- деревня Малая Шиловщина — 9 чел.;
- деревня Нижняя Мельница — 44 чел.;
- деревня Синчата — 0 чел.;
- деревня Слобода — 0 чел.

Согласно отчёту администрации Спасского сельского поселения о проделанной работе за 2019 год на территории поселения по состоянию на 01.01.2020 год проживают 226 человек:
- село Спасское — 178 чел.;
- деревня Колосовы — 16 чел.;
- деревня Молчановщина — 1 чел.;
- деревня Малая Шиловщина — 3 чел.;
- деревня Нижняя Мельница — 28 чел.;
- деревня Синчата — 0 чел.;
- деревня Слобода — 0 чел.